# Ubantakoto
Ubantakoto är öar i Kiribati.   De ligger i örådet Butaritari och ögruppen Gilbertöarna, i den norra delen av landet, 210 km norr om huvudstaden Tarawa.